# Peter Župník

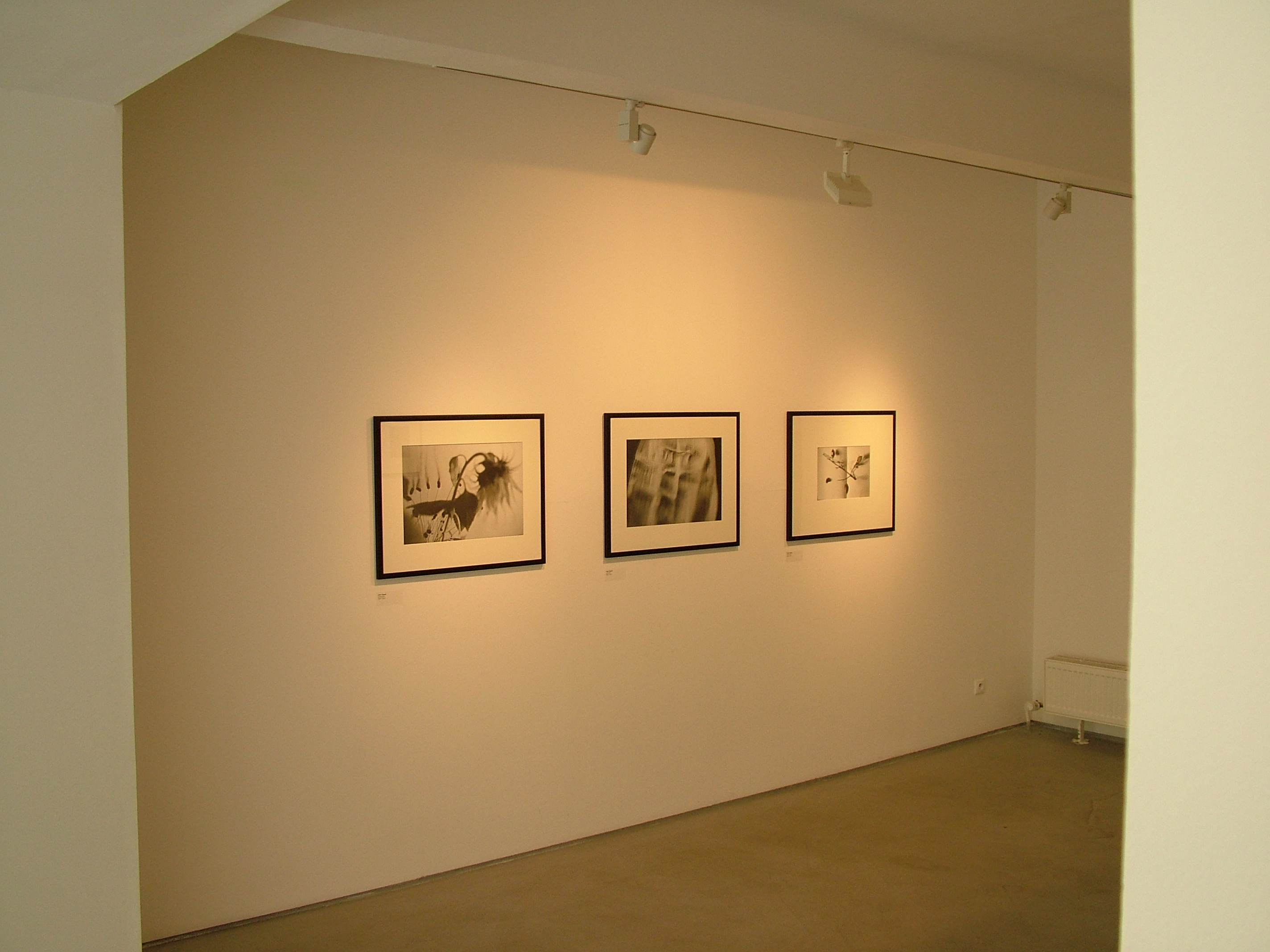
Fotografie Petera Župníka na výstavě Obrazy z dějin fotografie české v Galerii Václava Špály, 2011

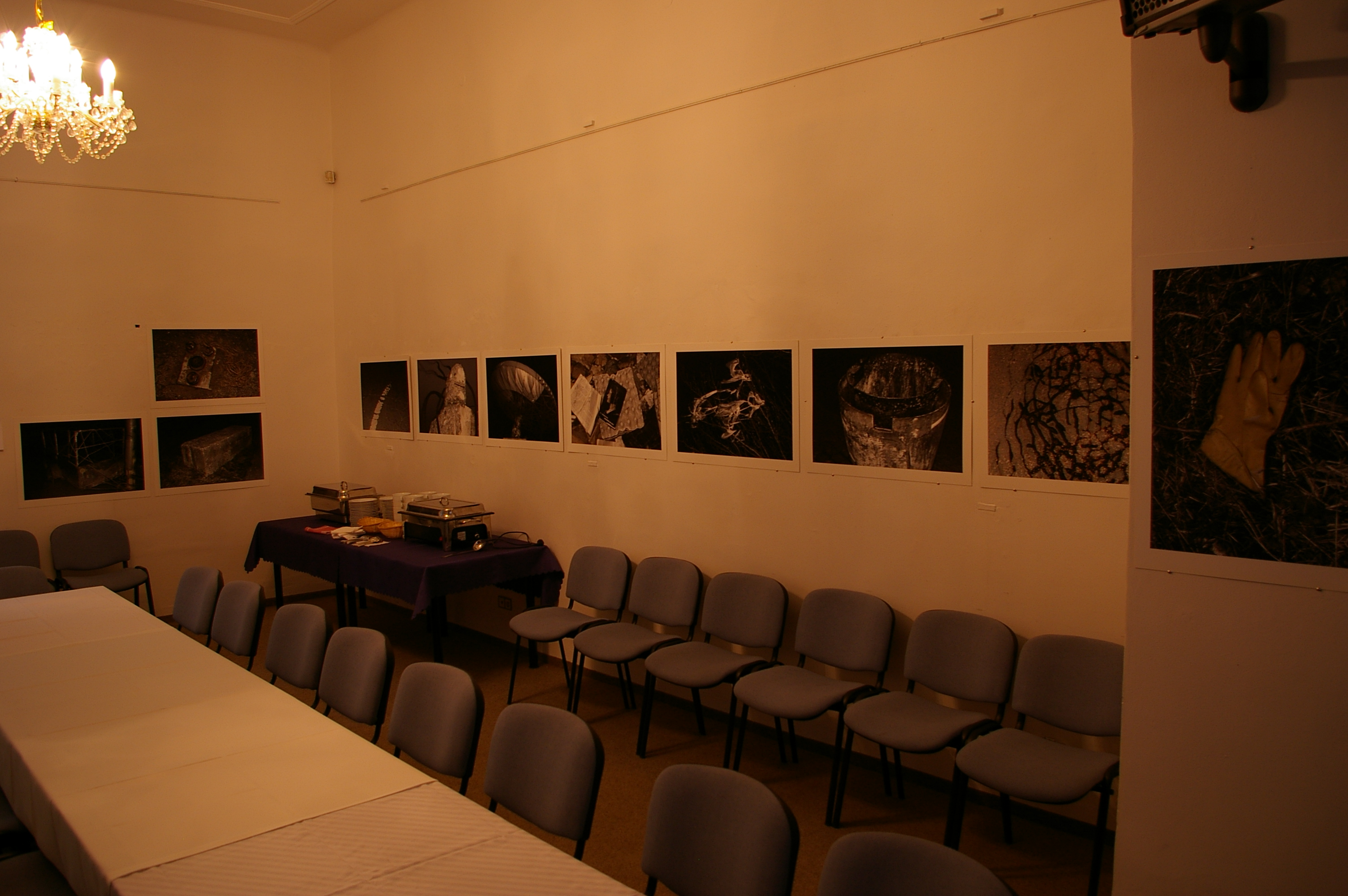
Výstava autora, Měsíc fotografie Bratislava, 2012

Peter Župník (* 14. srpna 1961, Levoča) je slovenský fotograf žijící v Paříži.

## Život a tvorba
V letech 1976–1980 studoval užitou fotografii na střední umělecko-průmyslové škole v Košicích a v období 1981–1988 uměleckou fotografii na pražské Akademii múzických umění. Od roku 1995 žije v Paříži. Věnuje se dokumentární fotografii a umělecké fotografii, ve které mění význam zobrazovaných předmětů malířskými technikami. Patří do skupiny fotografů označované jako slovenská nová vlna spolu s Tono Stanem, Rudo Prekopem, Kamilem Vargou, Miro Švolíkem, Vasilem Stanko a Martinem Štrbou, kteří v první polovině 80. let bourali zaběhnutá klišé inscenované fotografie.

### Výstavy
Fotografie Petera Župníka byly součástí výstavy ze sbírek PPF Obrazy z dějin fotografie české v Galerii Václava Špály, 2011.

### Publikace
- ŽUPNÍK, Peter. Peter Župník. Praha: Torst, 2010. ISBN 978-80-7215-400-5.